# Wow (canción de Post Malone)
«Wow» (estilizado como «Wow.») es una canción del cantante estadounidense Post Malone. Fue lanzado como el primer sencillo oficial del tercer álbum de estudio de Post Malone, Hollywood's Bleeding, a través de Republic Records el 24 de diciembre de 2018. La canción fue escrita por el mismo Malone, junto con Frank Dukes, Louis Bell y Billy Walsh, y producida por Frank Dukes y Bell.
«Wow» alcanzó el puesto número dos en la lista de canciones Billboard Hot 100 de EE. UU.

## Promoción
Post Malone declaró a principios de diciembre que deseaba publicar otro "cuerpo de trabajo" antes de que terminara el año; su sencillo anterior fue «Sunflower» con Swae Lee, el sencillo principal de la banda sonora de la película de diciembre de 2018 Spider-Man: Into the Spider-Verse.

## Recepción de la crítica
HipHop-N-More declaró que la canción se sentía como "más que un descarte", diciendo que "podría ser otro gran momento para Post en las listas de éxitos y en la radio". NME lo calificó como una de las "grabaciones más despojadas hasta la fecha" de Post Malone, diciendo que su rapeo sobre un ritmo es un "marcado contraste" con sus voces anteriores de Autotuned y su música "fuertemente producida". La revista Billboard dijo que la canción "rebota en un ritmo de tic-tac y un bajo profundo", describiendo además la canción como una crónica del ascenso de Post a la fama.

## Desempeño comercial
«Wow.» debutó en el número 47 en el Billboard Hot 100. En su tercera semana, subió al número 11 antes de ascender al top 10, donde alcanzó el número dos, quedando fuera del primer lugar por «7 Rings» de Ariana Grande el 6 de abril de 2019. Cayó al número cuatro la semana siguiente. Dos semanas después volvió a subir a su punto máximo del número dos, esta vez bloqueado por el remix de «Old Town Road» de Lil Nas X con Billy Ray Cyrus, permaneciendo allí una semana más, totalizando tres semanas no consecutivas en el corredor. en el lugar. Permaneció entre los diez primeros durante 24 semanas consecutivas.

## Remix
El remix oficial de la canción, con los raperos estadounidenses Roddy Ricch y Tyga, se estrenó el 15 de marzo de 2019. Hay dos versiones de audio para la remezcla. Una es la versión explícita y la otra es la versión editada limpia, que aparece en el álbum recopilatorio de varios artistas Now That That I Call Music! 71 (2019) en Estados Unidos. El video musical del remix se publicó el 25 de marzo de 2019 en el canal de YouTube de Malone. El remix también aparece en la banda sonora del videojuego NBA 2K20 (2019).

## Video musical
El video musical de «Wow.» fue lanzado el 19 de marzo de 2019 en el canal de YouTube de Malone. El día del lanzamiento de la canción, había un video animado del tema navideño porque fue lanzado el día antes de Navidad. Cuenta con imágenes de Malone con Red Hot Chili Peppers, DJ Khaled y Mike Alancourt. El video fue dirigido por James DeFina. Tiene una visualización de 125 millones en YouTube al 10 de agosto de 2019. El video musical del remix de la canción con Roddy Ricch y Tyga fue lanzado seis días después, el 25 de marzo de 2019, en el canal de YouTube de Malone.
Créditos adaptados de Tidal .
- Post Malone - vocalista principal, composición
- Louis Bell - producción, grabación, producción vocal, programación, composición
- Frank Dukes - producción, programación, composición
- Billy Walsh - composición de canciones
- Manny Marroquin - mezcla
- Chris Galland - asistente de mezcla
- Robin Florent - asistente de mezcla
- Scott Desmarais - asistente de mezcla
- Anthoine Walters - coros
- Tyga - vocalista destacado, composición (remix)
- Roddy Ricch - vocalista destacado, composición (remix)
- Anthoine Walters - coros (remix)
- Mike Bozzi - masterización (remix)

## Posicionamiento en listas
| Lista (2019)                              | Mejor posición |
| ----------------------------------------- | -------------- |
| Australia (ARIA)                          | 2              |
| Austria (Ö3 Austria Top 40)               | 13             |
| Bélgica (Flandes) (Ultratop 50)           | 20             |
| Bélgica (Valonia) (Ultratop 50)           | 46             |
| Canadá (Canadian Hot 100)                 | 3              |
| Canadá CHR/Top 40 (Billboard)             | 5              |
| República Checa (Singles Digitál Top 100) | 6              |
| Dinamarca (Tracklisten)                   | 2              |
| Estonia (Eesti Tipp-40)                   | 2              |
| Finlandia (OFC)                           | 1              |
| Francia (SNEP)                            | 75             |
| Alemania (Offizielle Deutsche Charts)     | 16             |
| Grecia (IFPI)                             | 2              |
| Hungría (Stream Top 40)                   | 2              |
| Irlanda (IRMA)                            | 2              |
| Italia (FIMI)                             | 15             |
| Letonia (LAIPA)                           | 1              |
| Lituania (AGATA)                          | 1              |
| Líbano (Lebanese Top 20)                  | 11             |
| Malasia (RIM)                             | 8              |
| México Airplay (Billboard)                | 32             |
| Países Bajos (Mega Single Top 100)        | 21             |
| Nueva Zelanda (Recorded Music NZ)         | 1              |
| Noruega (VG-lista)                        | 1              |
| Portugal (AFP)                            | 4              |
| Rumania (Airplay 100)                     | 68             |
| Escocia (Scottish Singles Sales Chart)    | 20             |
| Singapur (RIAS)                           | 12             |
| Eslovaquia (Singles Digitál Top 100)      | 2              |
| España (Top 100 Canciones)                | 48             |
| Suecia (Sverigetopplistan)                | 2              |
| Suiza (Schweizer Hitparade)               | 11             |
| Reino Unido (UK Singles Chart)            | 3              |
| Reino Unido (UK R&B Chart)                | 1              |
| Estados Unidos (Billboard Hot 100)        | 2              |
| Estados Unidos (Hot Dance Club Songs)     | 42             |
| Estados Unidos (Dance/Mix Show Airplay)   | 5              |
| Estados Unidos (Hot R&B/Hip-Hop Songs)    | 1              |
| Estados Unidos (Mainstream Top 40)        | 1              |
| Estados Unidos (Rhythmic)                 | 1              |
| Estados Unidos Rolling Stone Top 100      | 16             |

| Lista (2019)                     | Mejor posición |
| -------------------------------- | -------------- |
| Nueva Zelanda Hot Singles (RMNZ) | 13             |

| Lista (2019)                                      | Posición |
| ------------------------------------------------- | -------- |
| Australia (ARIA)                                  | 7        |
| Austria (Ö3 Austria Top 40)                       | 44       |
| Bélgica (Ultratop Flandes)                        | 58       |
| Canadá (Canadian Hot 100)                         | 9        |
| Dinamarca (Tracklisten)                           | 10       |
| Alemania (Official German Charts)                 | 39       |
| Irlanda (IRMA)                                    | 14       |
| Italia (FIMI)                                     | 72       |
| Letonia (LAIPA)                                   | 4        |
| Países Bajos (Single Top 100)                     | 80       |
| Nueva Zelanda (Recorded Music NZ)                 | 4        |
| Portugal (AFP)                                    | 17       |
| Suecia (Sverigetopplistan)                        | 19       |
| Suiza (Schweizer Hitparade)                       | 34       |
| Reino Unido Singles (Official Charts Company)     | 17       |
| Estados Unidos Billboard Hot 100                  | 5        |
| Estados Unidos Dance/Mix Show Airplay (Billboard) | 10       |
| Estados Unidos Hot R&B/Hip-Hop Songs (Billboard)  | 4        |
| Estados Unidos Mainstream Top 40 (Billboard)      | 9        |
| Estados Unidos Rhythmic (Billboard)               | 1        |
| Estados Unidos Rolling Stone Top 100              | 3        |

| Lista (2010–2019)                | Posición |
| -------------------------------- | -------- |
| Estados Unidos Billboard Hot 100 | 64       |

## Certificaciones
| País (Organismo certificador) | Certificaciones | Ventas certificadas | Ref.   |
| ----------------------------- | --------------- | ------------------- | ------ |
| Australia (ARIA)              | 9× Platino      | 630 000             | [ 75 ] |
| Estados Unidos (RIAA)         | 1× Diamante     | 10 000 000          | [ 76 ] |

## Historial de versiones
| Región         | Fecha              | Formato                      | Sello    | Ref.   |
| -------------- | ------------------ | ---------------------------- | -------- | ------ |
| Estados Unidos | 8 de enero de 2019 | Radio de éxito contemporáneo | Republic | [ 77 ] |
| Estados Unidos | 8 de enero de 2019 | Radio rítmica contemporánea  | Republic | [ 78 ] |
| Varios         | 24 de mayo de 2019 | Sencillo de 7 pulgadas       | Republic | [ 79 ] |